# Остроленский
Остроле́нский — посёлок в Нагайбакском районе Челябинской области России. Административный центр Остроленского сельского поселения. Через посёлок протекает река Гумбейка.
Назван в честь победы русских войск 26 мая 1831 года в сражении при Остроленке, во время подавления восстания в Польше.

## Население
| 2002 | 2010  |
| ---- | ----- |
| 2190 | ↘2021 |

В 1842—1843 годах посёлок был заселён казаками в количестве 200 человек и калмыками Ставропольского войска в количестве 19 человек. В 1844 году  насчитывалось 257 человек мужского пола и 283 человека женского пола, всего 540 человек. По переписи 1897 года насчитывалось дворов 196, населения 1394 человека обоего пола. Перепись населения 1926 года зафиксировала в число хозяйств 322, населения 1606 человек, из них мужчин 742 человека, женщин 864 человека. Преобладающим этносом отмечены нагайбаки — 1453 человека, вторые по численности — русские (135 человек) .
По данным Всероссийской переписи, в 2010 году численность населения посёлка составляла 2021 человек (970 мужчин и 1051 женщина). По результатам Всероссийской переписи 2002 года, численность нагайбаков в посёлке составляла 1630 человек.

## Улицы
Уличная сеть посёлка состоит из 21 улицы и переулка.

## Известные уроженцы
Бикбов Евгений Архипович (1914—1983) — Герой Советского Союза, гвардии сержант, участник боёв на озере Хасан и Великой Отечественной войны.